# Munir El Haddadi
Munír el-Haddádí Mohamed (arabsky: منير الحدادي; * 1. září 1995 Madrid), známý zkráceně jako Munír el-Haddádí, je marocký profesionální fotbalista, který hraje na pozici útočníka za španělský klub UD Las Palmas a za marocký národní tým.
V září 2020 u něj byla potvrzena nákaza nemocí covid-19.

## Fotbalové začátky
Munír se narodil v madridské obci San Lorenzo de El Escorial marockým rodičům, s nimiž vyrůstal ve městě Galapagar. Otec, celým jménem Mohamed el-Haddádí Arbrqui, přijel do Španělska na rybářské lodi z marockého města Fnideq (ve španělštině Castillejos) ve věku 18 let a nyní zde pracuje jako šéfkuchař. Matka pochází z Melilly a má tři sourozence. Až do svých 14 let byl Munír, který vyznává muslimskou víru, fanouškem Realu Madrid.

## Klubová kariéra

### Počátky
Za dorostenecký výběr "Cadete A" klubu CF Rayo Majadahonda, kde hostoval z Atlética Madrid a který uchvátil na zkoušce v roce 2010, dal ve 29 zápasech 32 branek. Díky nim přilákal pozornost takových velkoklubů jako jsou Real Madrid, Manchester City nebo Barcelona, do jejíž akademie v létě 2011 také vstoupil.

### FC Barcelona
Jakmile se dostal do juniorského mužstva Barcelony, nastoupil v sezóně 2013/2014 do UEFA Youth League, mládežnické obdoby Ligy mistrů UEFA. Svůj debut v této soutěži si odkroutil proti Ajaxu, kterému dal dvě branky. Stejný počet dal i juniorům AC Milán a dánské FC Kodaň. Ve vyřazovací fázi se pak v každém zápase trefil minimálně jednou. Turnaj nakonec zakončil s 11 trefami z 10 zápasů, mezi nimiž bylo i finále proti portugalské Benfice Lisabon. Zde se El Haddadi opět prosadil dvakrát a přispěl tak k výhře svého mužstva 3:0.

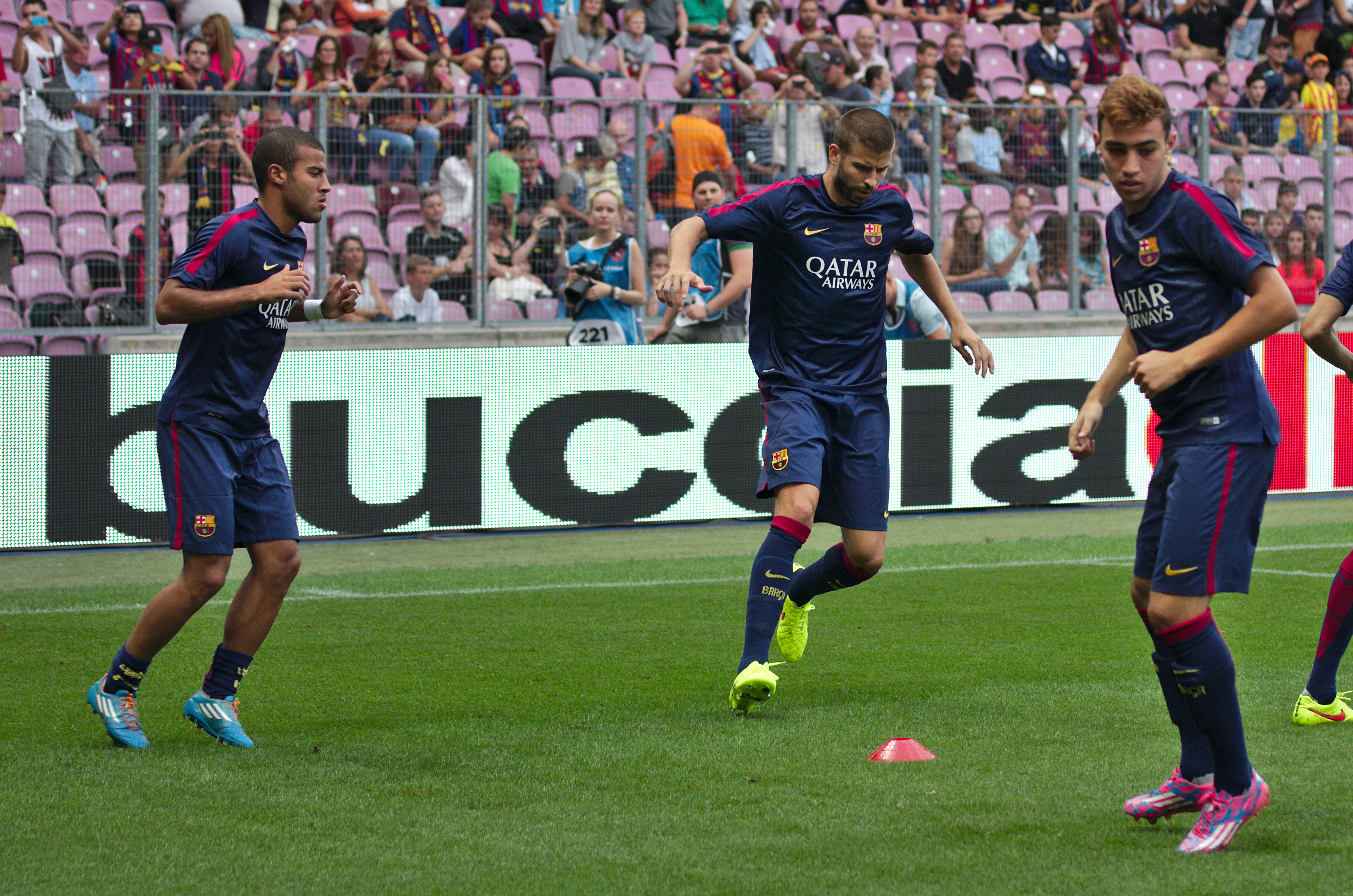
Při rozcvičce před přátelským utkání s Neapolí v srpnu 2014

 Na počátku roku 2014 bylo jeho jméno spojováno s přestupy do celků jako Arsenal, Paris Saint-Germain či Bayern Mnichov. Nicméně 3. března prodloužil kontrakt s Barcelonou, která jej v katalánské metropoli udrží do konce června roku 2017. Jeho výkupní klauzule byla stanovena na 12 miliónů eur a v případě, že by se stal oficiálním členem A-týmu, vyšplhala by se ještě o 23 miliónů nahoru na 35.
Poté, co zůstal jako nevyužitý náhradník v zápasech s CD Tenerife a Deportivem de La Coruñou si svou premiéru za béčko odbyl den před prodloužením kontraktu v druholigovém venkovním duelu s RCD Mallorkou, který barcelonští vyhráli 2:1. Munir do něj nastoupil v 72. minutě, kdy střídal Sandra Ramíreze. Svůj první gól pak dal opět při vítězství barcelonských 2:1, tentokrát na domácí půdě 19. dubna proti Gironě.
Dne 24. srpna 2014 si talentovaný forvard připsal premiéru i mezi dospělými, když ve věku 18 let a 357 dnů nastoupil v základní sestavě úvodního kola Primery División proti Elche. Za 67 minut, po nichž jej vystřídal Pedro Rodríguez, stihl dát druhý gól utkání, které díky dalším dvěma zásahům Lionela Messiho skončilo 3:0. Munir byl jedním z kandidátů na ocenění Golden Boy.

### Valencia CF (hostování)
Ke konci srpna odešel na roční hostování do klubu Valencia CF.

## Reprezentační kariéra
Díky marockému původu má Munír el-Haddádí stále možnost reprezentovat tuto africkou zemi. Pořadatel Mistrovství světa ve fotbale v roce 2022, Katar, mu dokonce nabídl obléci jeho dres. Nicméně to všechno se zdá jako velmi nepravděpodobné, neboť po premiérách ve výběrech do 19 let, kde odehrál 3 zápasy v nichž 3 skóroval a do 21 let, kde si prozatím zahrál pod trenérem Albertem Celadesem pouze v jednom utkání kvalifikace na evropský šampionát této věkové kategorie proti Maďarsku, si jej mezi seniory povolal před kvalifikačním duelem na Euro 2016 proti Makedonii trenér Vicente del Bosque, jenž musel vyřešit absenci zraněného kanonýra londýnské Chelsea, Diega Costy. 8. září pak v tomto zápase hraném ve Valencii debutoval za seniorský výběr, když v 77. minutě za stavu 4:1 pro Španělsko vystřídal Kokeho. Jeho tým pak v závěru přidal ještě jednu branku a nakonec zvítězil 5:1.

## Ocenění

### FC Barcelona Juvenil A
- UEFA Youth League: 2013/14 (vítěz) + nejlepší střelec celého turnaje
- División de Honor Juvenil Grupo III (liga týmů do 18 let): 2013/14 (mistr)
- liga týmů do 17 let: 2011/12, 2012/13 (mistr)

### Individuální
- Sestava sezóny Evropské ligy UEFA – 2019/20[19]